# Giacomo Portas
Giacomo Antonio Portas (Iglesias, 27 settembre 1959) è un politico italiano, deputato alla Camera dal 29 aprile 2008 al 12 ottobre 2022.

## Biografia
Nasce il 27 settembre 1959 a Iglesias (all'epoca in provincia di Cagliari e attualmente in provincia del Sud Sardegna), ma vive a Torino.
Diplomatosi all’istituto tecnico per geometri, è dirigente in un’azienda torinese leader nel settore delle ricerche di mercato e dei sondaggi. Fin da giovane impegnato in attività associative, si è dedicato al proprio territorio in campo culturale e sportivo, organizzando iniziative ed eventi.
Esponente di Forza Italia, nel 2005 diventa segretario dei Moderati, partito politico regionale di ispirazione centrista appena fondato in cui aderisce.
Alle elezioni politiche del 2008 è stato candidato, ed eletto, alla Camera dei deputati nella circoscrizione Piemonte 1, come rappresentante del suo movimento nelle liste del Partito Democratico, in virtù di un accordo preelettorale. È iscritto al gruppo parlamentare del PD.
Viene rieletto deputato alle politiche del 2013, sempre nelle liste del PD, così come anche alle politiche 2018.
Il 24 settembre 2019 abbandona il gruppo del Partito Democratico, e successivamente aderisce al gruppo parlamentare di Italia Viva di Matteo Renzi.

## Vita privata
Dal 1997 sposato con Rosella Scibilia, funzionaria della Regione Piemonte.